# Thergothon
Thergothon war eine kurzlebige, aber einflussreiche Funeral-Doom-Band aus Turku, Finnland. Mit ihrer Demoaufnahme Fhtagn nagh Yog-Sothoth (1991) und ihrem einzigen Album Stream from the Heavens (1994) gilt sie als Pionier des Subgenres.

## Geschichte
Die Band wurde 1990 von Niko Skorpio, Jori Sjöroos und Mikko Ruotsalainen als Death-Metal-Band gegründet, wandelte sich aber bald zu einer Doom-Metal-Band. Anfang 1991 nahm man Sami Kaveri als zweiten Gitarristen hinzu. Ein danach aufgenommenes erstes Demo-Band verwarf die Band und unternahm im November 1991 einen neuen Versuch, der unter dem Titel Fhtagn-nagh Yog-Sothoth dann in einer Auflage von 600 Stück veröffentlicht wurde und in die USA und Polen lizenziert wurde. Im Frühling 1992 gab die Band zwei Konzerte in bzw. nahe Turku, bei denen sie unter anderem eine extrem verlangsamte Version des Stückes In League with Satan von Venom spielte. Die Band selbst empfand Konzerte aber nicht als angemessene Präsentation des Studio-Materials.
Im Sommer 1992 begannen die Vorarbeiten für das Debüt-Album. Sami Kaveri verließ die Band zu dieser Zeit und die Band konzentrierte sich ganz auf die Rolle als Studio-Band, weder spielte sie live noch probte sie dafür. Durch diese Konzentration der Rollen und Personen lösten sich die Rollen allmählich auf und die Mitglieder der Band tauschten ihre Instrumente und experimentierten mit neuen. Nachdem die Band sich mit dem italienischen Label Obscure Plasma Records über die Veröffentlichung des Debütalbums geeinigt hatte, begann die Band im Herbst 1992 mit den Aufnahmen zu Stream from the Heavens; zwei der darauf enthaltenen sechs Lieder waren Neueinspielungen von Titeln der Demoaufnahme Fhtagn-nagh Yog-Sothoth. Nach Abschluss der Aufnahmen und der Auswahl des Covers für das Debüt, entschlossen die Band-Mitglieder sich im Frühjahr 1993, die Band aufzulösen. Die Veröffentlichung von Stream from the Heavens zog sich noch hin bis 1994, das Album verkaufte weltweit einige Tausend Exemplare.
Niko Sirkiä und Jori Sjöroos gründeten im Anschluss This Empty Flow, Niko Sirkiä ist bis in die Gegenwart weiterhin musikalisch aktiv als Niko Skorpio.

## Stil und Rezeption
Die Musik war sehr langsam mit äußerst tiefem gutturalem Gesang, unter Einsatz schwerer Gitarrenriffs, sehr tief gestimmter Gitarren und mit wenig Leadgitarren-Melodien. Neben Death Metal integrierte die Band auch Einflüsse aus Stilrichtungen wie Gothic Rock, Ambient oder Progressive Rock.
Im Jahre 2010 erschien unter dem Titel Rising of Yog-Sothoth: Tribute to Thergothon ein Thergothon-Tributealbum mit Beiträgen von Bands wie Worship, Evoken und Asunder, Mournful Congregation, Colosseum und Officium Triste.

## Diskografie
- 1991: Fhtagn nagh Yog-Sothoth (Demo, wiederveröffentlicht 1999 und 2006)
- 1994: Stream from the Heavens (Album)